# Сабадаш, Александр Витальевич
Александр Витальевич Сабадаш (12 апреля 1965) — российский предприниматель, с 2003 по 2005 год — член Совета Федерации Федерального Собрания Российской Федерации от администрации Ненецкого автономного округа, с 2005 по 2006 год  член Совета Федерации Федерального Собрания Российской Федерации от Собрания депутатов Ненецкого автономного округа. Максимальный размер его состояния составлял[когда?] 5 миллиардов долларов.

## Биография
Родился в Ленинграде в семье крупного торгового работника.
В годы перестройки организовал продажу в России водки Absolut.
С 1997 владелец Ливиз. C 2001 владелец компании Русский дизель.
Окончил Северо-Западную академию государственной службы.

### Сенатор
Александр Сабадаш стал представителем администрации НАО в верхней палате Федерального Собрания в 2003 году. Депутаты ЗС выражали возмущение выбором губернатора Владимира Бутова. Против кандидатуры Сабадаша проголосовали 7 парламентариев, но голосов для того, чтобы заблокировать это назначение, не хватило. Депутаты говорили, что «такими назначениями округ превращается в посмешище для всей России», и предполагали, что «водочный король» идет в СФ «решать свои личные проблемы, а не проблемы округа».
24 марта 2005 года на сессии Собрания депутатов Ненецкого автономного округа Сабадаш был избран на пост представителя окружного Собрания в Совете Федерации РФ. Это произошло вскоре после победы Алексея Баринова на выборах губернатора Ненецкого автономного округа.
Сабадаш добровольно сложил с себя полномочия сенатора 26 мая 2006 г. (№ 132-СФ), в должности оставался до 27 июня 2006 года.

### Уголовная хроника
Ряд СМИ связывают фигуру Сабадаша с участием в рейдерских захватах.
Французская газета «Монд» среди «подозрительной русской недвижимости» на Лазурном берегу называла виллу, которую приобрёл сенатор Александр Сабадаш за 10 млн долларов.
В мае 2014 года Сабадаш был арестован по делу о покушении на мошенничество на сумму в 7 млрд рублей. 30 марта 2015 года Гагаринский суд Москвы приговорил его к шести годам лишения свободы.